# Fireball (Willow Smith)
Fireball è un brano musicale della cantante statunitense Willow Smith, pubblicato il 12 dicembre 2011 dall'etichetta discografica Roc Nation. La canzone è stata scritta da Marc Kinchen, Onika Maraj (alias Nicki Minaj), Omarr Rambert, Lazonate S. Franklin.

## Video musicale
Il video tratta di un meteorite caduto sulla terra da cui appare Willow. Ci sono più scene di ragazzi di strada che ballano e poi c'è la strofa di Nicki vestita con parrucca riccia rosa e vestito arcobaleno. 